# Basidio

Schema di un fungo basidiomicete, struttura delle lamelle e basidi

Il basidio è una struttura unicellulare (olobasidio) o, più raramente, formata da alcune cellule (fragmobasidio), caratteristica dei funghi Basidiomiceti.

## Descrizione

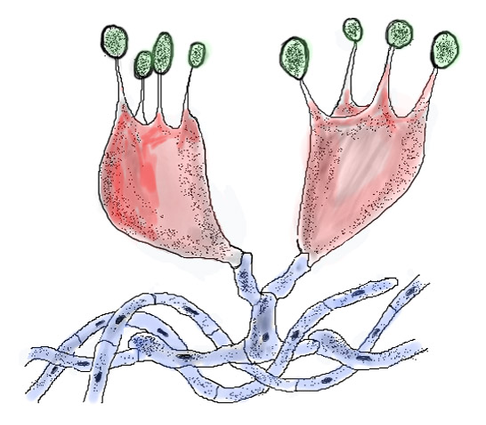
Schema di due basidi tetrasporici

Il basidio ha di solito forma clavata, più raramente globosa o affusolata. Esso porta all'esterno 1-4 spore (basidiospore) legate a piccole appendici, dette sterigmi, situate al suo apice.
L'insieme dei basidi costituisce l'imenio.
Un basidio immaturo è detto basidiolo.

## Etimologia
Dal greco básis = base.